# غريب القرآن
غريب القرآن علم من علوم القرآن وهو أيضا جزء من علم التفسير إذ إن معرفته لازمة على المفسر، ويسمى هذا العلم، أي مجموعة من المعارف والمعلومات، في المصنفات التي تتناول علوم القرآن «مَعْرِفَةَ غَرِيبِهِ»، أو هو ما احتاج إلى البيان أو مزيد منه من ألفاظ القرآن، فمن الأمور التي يشتمل عليها التفسير بالمأثور شرح غريب القرآن، ومبناه على تتبع لغة العرب، أو على فهم سياق الآية ومعرفة مناسبة اللفظ بأجزاء الجملة التي وقع فيها، والغريب في القرآن قسمان: قبيح غير مأنوس الاستعمال لدى جمهور العرب العاربة، حسن مأنوس لدى جمهور العرب الخلص، ومعرفة غريب القرآن أمر ضروري للمفسر، وله فوائد كثيرة، وإلا فلا يحل له الإقدام على تفسير كتاب الله.

## معاني مصطلح (الغريب)
الغريب: المنفرد، والغامض من الكلام فيكون بعيداً عن الفهم والإدراك، وهو ما وقع في القرآن من الألفاظ البعيدة عن الفهم، وسمي بذلك لبعده عن ظاهر الفهم، أو لأنه كالمنفرد عن الألفاظ الأخرى القريبة للفهم.
غريب القرآن: ما احتاج إلى البيان أو إلى مزيد منه من ألفاظ القرآن، ومعرفة غريب القرآن هو معْرِفة الْمَدْلُول، وهذا العلم صنف فيه جماعة من العلماء، ويوضح مساعد الطيار معنى الغريب:
| غريب القرآن | ليس المُراد بالغريب ما كان غامضَ المعنى دون غيره، وإنما المرادُ به: تفسيرُ مفرداتِ القرآنِ عموماً (ويخرج من هذا ما لا يُجهل معناه؛ كالأرض والسماء والماء وغيرها، فإنها مما لا يحتاج إلى بيانِِ)، فكُتبُ غريبِ القرآن تُعنى بدلالةِ ألفاظِه ، دونَ غيرِها من المباحثِ المتعلقةِ بالتفسيرِ أو المعاني . وهو جزءٌ من علمِ معاني القرآنِ ؛ لأن علمَ معاني القرآنِ يقومُ على بيانِ المفرداتِ أوّلاً ، ثم يُبيِّنُ المعنى المرادَ بالآيةِ ، مع الاعتناءِ بأسلوبِ العربِ الذي نزلَ به القرآنُ. | غريب القرآن |

## شرح غريب القرآن
من الأمور التي يشتمل عليها التفسير بالمأثور شرح غريب القرآن ومبناه على تتبع لغة العرب، أو على فهم سياق الآية ومعرفة مناسبة اللفظ بأجزاء الجملة التي وقع فيها.
مدخل الاجتهاد في شرح الكلمة: وهنا للعقل مدخل وللاختلاف مجال، إذ أن الكلمة الواحدة تأتي في لغة العرب لمعان شتى، وتختلف العقول والمدارك في تتبع استعمالات العرب، والتفطن إلى السابق واللاحق، ولذلك اختلف أقوال الصحابة والتابعين رضي الله عنهم في هذا الباب، وسلك كل منهم رأياً ومذهباً.
لابد من نظرتين إلى الكلمة: ولابد للمفسر أن ينظر إلى شرح الغريب نظرتين ويزنه وزناً علمياً، مرة في استعمالات العرب حتى يعرف أي وجه من وجوهها أقوى وأرجح، ومرة أخرى في مناسبة السابق واللاحق بعد إحكام مقدمات هذا العلم، وتتبع موارد الاستعمال، والفحص عن الآثار، حتى يعلم أي صورة من صورها أولى وأنسب.
وقد أُستنبط في هذا الباب استنباطات مثل:
- قوله تعالى: {يَاأَيُّهَا الَّذِينَ آمَنُواْ كُتِبَ عَلَيْكُمُ الْقِصَاصُ فِي الْقَتْلَى}[17]، حملته على معنى تكافؤ القتلى وتساويهم، ومشاركتهم بعضهم مع بعض في حكم واحد، حتى لا يضطر في تفسير قوله تعالى: {وَالأُنثَى بِالأُنثَى}[17]، إلى القول بالنسخ، ولا يحتاج إلى إيراد توجيهات، تضمحل وتسقط بأدنى نظرة وتفكير.
- قوله تعالى: {يَسْأَلُونَكَ عَنِ الأهِلَّةِ}[18]، حملت على: يسألونك عن الأشهر، أي أشهر الحج، فقال: {هِيَ مَوَاقِيتُ لِلنَّاسِ وَالْحَجِّ}[18].
- قوله تعالى: {هُوَ الَّذِي أَخْرَجَ الَّذِينَ كَفَرُوا مِنْ أَهْلِ الْكِتَابِ مِن دِيَارِهِمْ لأَوَّلِ الْحَشْرِ}[19]، فالمراد به" لأول جمع الجنود، لقوله تعالى: {وَابْعَثْ فِي الْمَدَائِنِ حَاشِرِين}[20]، وقوله تعالى: {وَحُشِرَ لِسُلَيْمَانَ جُنُودُهُ}[21]، وغيرها، وهذا أوفق بقصة بني النضير، وأبلغ وأقوى في بيان المنة من الله القدير.[7]

## ‌‌ أقسام غريب القرآن
1. قبيح غير مأنوس الاستعمال لدى جمهور العرب الخلص: وهو عيب يخل بالفصاحة، ولا يشتمل القرآن على شيء منه[8]، لأن الله إن لم يعلم بعدم فصاحة الكلمة لزم نسبة الجهل إليه، وإن علم فلم يستطع وضع الفصيح لزم العجز، أو استطاع ولم يضع، لزم العبث بتعريض القرآن لما يسقط حجيته ونبيه لما يذهب نبوته، ولذا لا شيء منه في كلام الله، ولا كلام نبيه صلى الله عليه وسلم.
2. حسن مأنوس لدى جمهور العرب الخلص: العرب لا يتصور في حقهم الجهل بهذا القسم، وإلا صار كالأول وللزمت منه مفسدة، وهي التناقض بأن نجعله عند العرب حسناً مأنوس الاستعمال، ونجعله كذلك عندهم قبيحاً مهجور الاستعمال، وكذلك يستلزم اختلال القسمة، لأن المقسوم ليس أعم من أقسامه، بل القسم الواحد هو عين مقسومة وهو عين القسم الآخر، فالغريب ليس أعم من القبيح بل هو عين القبيح، والقبيح هو عين الحسن فليس هناك قسمة.[9]

وهناك أسباب أخرى لغرابة القسم الحسن: قدمنا بأن جهل العرب الخلص بمدلول القسم الحسن من الغريب غير مقصود، لذا فهناك أسباب أخرى غير الجهل منها:
- تعنت مشركي قريش وتجاهلهم في فهم الواضحات، تلبيساً على القرآن والنبي صلى الله عليه وسلم، كسؤالهم عن الرحمن فيما أورده القرآن في قوله تعالى: {وَإِذَا قِيلَ لَهُمُ اسْجُدُوا لِلرَّحْمَنِ قَالُوا وَمَا الرَّحْمَنُ أَنَسْجُدُ لِمَا تَأْمُرُنَا وَزَادَهُمْ نُفُورًا}[22]، وقد بين أبو حيان في تفسيره، أنهم استفهموا عن {الرَّحْمَنُ} وهم عالمون به[23]، وذلك كما صنع فرعون، حيث جحد الحقيقة عند ما سأل عن رب العالمين، وهو يعلم حقيقة الأمر وحقيقة الإطلاق والاستعمال.
- استهداف المشركين إظهار القرآن في مظهر المتهافت والعابث، ويظهر هذا بوضوح عند تشبيههم على شجرة الزقوم، وهم يقولون النار تأكل الشجر، فكيف تنبت فيه شجرة؟ وقال آخر ما الزقوم إلا التمر بالزبد وأنا أتزقمه، فرد عليه القرآن بقوله تعالى: {أَذَلِكَ خَيْرٌ نُّزُلاً أَمْ شَجَرَةُ الزَّقُّوم (62) إِنَّا جَعَلْنَاهَا فِتْنَةً لِّلظَّالِمِين (63) إِنَّهَا شَجَرَةٌ تَخْرُجُ فِي أَصْلِ الْجَحِيم (64) طَلْعُهَا كَأَنَّهُ رُؤُوسُ الشَّيَاطِين (65) فَإِنَّهُمْ لآكِلُونَ مِنْهَا فَمَالِؤُونَ مِنْهَا الْبُطُون (66) ثُمَّ إِنَّ لَهُمْ عَلَيْهَا لَشَوْبًا مِّنْ حَمِيم (67) ثُمَّ إِنَّ مَرْجِعَهُمْ لإِلَى الْجَحِيم}[24].
- الفهم الخاطئ عن حسن قصد لبعض نصوص التنزيل، بسبب النقص في أدوات الاجتهاد، مما يدفع للتسرع والعجل، وقد وقعت نماذج من الصحابة، وكأنه سبحانه أراد أن ينبه على وجود التزام أقصى غايات الاحتياط، وبذل الجهد في فهم الكتاب العزيز، لأن الصحابة الذين شهدوا منازل الوحي يقع منهم مثل هذا، فعلى الجميع أن يتحروا التقوى وبذل أقصى الجهد في فهمه.
- أن يقع عام يراد به الخصوص، أو يخصص بما يقع به البيان من كتاب أو سنة، فلا يعلم المراد إلا بذلك البيان.
- أن يقع مطلق فيقع تقييده من بيان القرآن أو السنة فيحتاجون لمعرفة البيان.
- أن يقع مجمل يبينه الكتاب أو السنة كذلك، فيتوقف فهم المراد على هذا البيان.
- أن يأتي مبهم من مبهمات القرآن وقع بيانها في الكتاب أو السنة.
- تبادر أن للمنطوق مفهوماً ثم يبين صاحب الشريعة أنه لا مفهوم له، كما جاء في حديث آية قصر الصلاة في السفر، قال تعالى: {وَإِذَا ضَرَبْتُمْ فِي الأَرْضِ فَلَيْسَ عَلَيْكُمْ جُنَاحٌ أَن تَقْصُرُواْ مِنَ الصَّلاَةِ إِنْ خِفْتُمْ أَن يَفْتِنَكُمُ الَّذِينَ كَفَرُواْ إِنَّ الْكَافِرِينَ كَانُواْ لَكُمْ عَدُوًّا مُّبِينًا}[25]، فإن قيد {إِنْ خِفْتُمْ أَن يَفْتِنَكُمُ الَّذِينَ كَفَرُواْ}[25] لا مفهوم له، بين لهم ذلك المصطفي صلى الله عليه وسلم حين قال: صدقة تصدق الله بها عليكم فأقبلوا صدقته.[26]
- أن تراد الحقيقة الشرعية (عند القائلين بوقوعها) وهي دون الحقيقة اللغوية فيحتاجون للبيان من الشارع.[27]

## أثر علم الغريب في التفسير
معرفة هذا الفن أمر ضروري للمفسر، وإلا فلا يحل له الإقدام على تفسير كتاب الله تعالى، وله فوائد كثيرة ومن أجلها:
- أثر هذا العلم في إبراز ثروة القرآن البلاغية، وأسرار إعجازه، ومصدر هذا العلم الأساسي هو لغة العرب، لذلك قرروا، «أنه ليس لغير العالم بحقائق اللغة العربية وموضوعاتها، تفسير شيء من كلام الله، لأن الله تعالى أنزله {قُرْآنًا عَرَبِيًّا}[28]، ولا يكفي في حقه تعلم اليسير منها، فقد يكون اللفظ مشتركا وهو يعلم أحد المعنيين، والمراد المعنى الآخر.[10]

ومن هنا توقف بعض الصحابة في تفسير بعض الكلمات، مثل توقف عمر في معنى «الأب» من قوله تعالى: {وَفَاكِهَةً وَأَبًّا}، وقال الإمام مالك «لا أوتى برجل يفسر كتاب الله غير عالم بلغة العرب إلا جعلته نكالا».
وقال مجاهد بن جبر: «لا يحل لأحد يؤمن بالله واليوم الآخر أن يتكلم في كتاب الله إذا لم يكن عالما بلغات العرب».

## أثر علم غريب القرآن في كشف الإعجاز
يحتاج المفسر إلى التأمل في سائر مفردات القرآن، وإن لم تكن غريبة بحسب الظاهر، لما عسى أن يكون قد ارتبط بها من مجاز أو ترجيح معنى على معنى أو غير ذلك، مما سبقت الإشارة إليه.
وإذا نظر المفسر في فنون البلاغة، إلى غريب القرآن وسائر كلماته وألفاظه، بمنظار البلاغة وجمال الكلام، وجد فيها جمالاً وفصاحة، يصل بمداومة النظر فيهما إلى كشف إعجاز القرآن في كلماته ومفرداته، كما هو معجز في جمله وآياته.
وقد وقع لبعض الناس من قدامى ومحدثين خطأ في هذه المسألة، فزعموا أن الألفاظ متساوية كلها في الفصاحة، لأن العرب قد استعملتها جميعا، وقد خالف جمهور علماء البلاغة والنقد الأدبي هذه النظرة، ووسموها بالسقم والسطحية، حتى قال العلامة اللغوي الأديب ضياء الدين بن الأثير «وقد رأيت جماعة من الجهال إذا قيل لأحدهم هذه اللفظة حسنة، وهذه قبيحة أنكر ذلك، وقال كل الألفاظ حسن، والواضع لم يضع إلا حسناً، ومن يبلغ جهله إلى أن لا يفرق بين لفظة: «الغصن» ولفظة «العسلوج»، وبين لفظة «المدامة» ولفظة «الإسفنط»، وبين لفظة «السيف» ولفظة «الخنشليل»، وبين لفظة «الأسد» ولفظة «الفدوكس»، فلا ينبغي أن يخاطب بخطاب، ولا يجاوب بجواب، بل يترك وشأنه، كما قيل: «اتركوا الجاهل بجهله، ولو ألقى الجعفر في رحله».
عني العلماء النقاد بدراسة أثر الكلمة في جمال الأسلوب، وأثرها في إعجاز القرآن، في قديم الزمان وحديثه، وأثبتوا إعجاز الكلمة القرآنية في موقعها، نذكر بعضاً من ذلك على سبيل الإيجاز الشديد، فمن ذلك:
1. حسن اختيار ألفاظه ودقة أدائها.
2. تآلف الألفاظ مع المعاني.[31][32]
3. التناغم الموسيقى.[31]
4. إفادة التصوير.[33]
5. الإعجاز العلمي.[12][34]

## أمثلة من الغريب في القرآن
- أبسل: ورد في قوله تعالى: (أُولئك الذين أُبْسِلوا بما كسبوا)؛ قال الحسن: أُبْسِلوا أُسلِموا بجَرائرهم، وقيل أَي ارْتُهِنوا، وقيل أُهلِكوا، وقال مجاهد فُضِحوا، وقال قتادة حُبِسوا. وأَن تُبْسَل نفس بما كسَبَت؛ أَي تُسْلَم للهلاك؛ قال أَبو منصور أَي لئلا تُسْلم نفس إِلى العذاب بعَملها، قوله تعالى (أَن تُبسل نفس بما كسَبت): أَي تُحْبَس في جهنم. أَبو الهيثم: يقال أَبْسَلْته بجَرِيرته أَي أَسْلمته بها، قال: ويقال جَزَيْته بها: ابن سيده: أَبْسَله لكذا رَهِقه وعَرَّضه
- ران: الرين: صدأ يعلو الشيء الجليل، (بل ران على قلوبهم) أي صار ذلك كصدأ على جلاء قلوبهم، فعمي عليهم معرفة الخير من الشر. وقال الشاعر «إذا ران النعاس بهم» وقد رين على قلبه [3]
- حصب: (إنكم وما تعبدون من دون الله حصب جهنم)، الحصب، ما يحصب به في النار أي يلقى فيها، وحصبته بحجر، أي رميته به، وأصله من الحصباء، وهي الحصى.وحصب النار بالحصب: أضرمها.[2]

## ‌‌المعرب في القرآن
هو الألفاظ التي وقعت في القرآن من غير لغة العرب و نوع من غريب القرآن، وهذا موضوع خطير كثر فيه الكلام منذ القديم، وتعرض له العلماء كثيراً في كتب علوم القرآن، وكتب التفسير، وكتب اللغة، وغيرها وألفت فيه كتب وبحوث مفردة.
وقد جُمعت هذه الألفاظ فبلغت (115) نحو خمس عشرة ومائة كلمة، أحصاها السيوطي وتكلم عليها بإيجاز في كتابه الإتقان في علوم القرآن ‌‌نذكر منها هذه الأمثلة:
1. أرائك: السرر بالحبشية، وردت في قوله تعالى: {عَلَى الأَرَائِكِ يَنظُرُون}[40].
2. استبرق: الديباج الغليظ بلغة العجم، وردت في قوله تعالى: {يَلْبَسُونَ مِن سُندُسٍ وَإِسْتَبْرَقٍ مُّتَقَابِلِين}.[41]
3. الجبت: الشيطان بلغة الحبشة، أو الساحر، وردت في قوله تعالى: {أَلَمْ تَرَ إِلَى الَّذِينَ أُوتُواْ نَصِيبًا مِّنَ الْكِتَابِ يُؤْمِنُونَ بِالْجِبْتِ وَالطَّاغُوتِ ..}[42].
4. جهنم: قيل: فارسية وعبرانية، وقيل: أعجمية، وردت في قوله تعالى: {قُل لِّلَّذِينَ كَفَرُواْ سَتُغْلَبُونَ وَتُحْشَرُونَ إِلَى جَهَنَّمَ وَبِئْسَ الْمِهَاد}[43].
5. سجيل: بالفارسية، أولها حجارة وآخرها طين، وردت في قوله تعالى: {تَرْمِيهِم بِحِجَارَةٍ مِّن سِجِّيل}[44].
6. سندس: رقيق الديباج بالفارسية، وردت في قوله تعالى: {يَلْبَسُونَ مِن سُندُسٍ وَإِسْتَبْرَقٍ مُّتَقَابِلِين}[45].
7. فردوس: بستان الكرم بالرومية، وردت في قوله تعالى: {إِنَّ الَّذِينَ آمَنُوا وَعَمِلُوا الصَّالِحَاتِ كَانَتْ لَهُمْ جَنَّاتُ الْفِرْدَوْسِ نُزُلاً}[46].
8. قسورة: الأسد بالحبشية، وردت في قوله تعالى: {فَرَّتْ مِن قَسْوَرَة}[47].

## أراء العلماء في وجود المعرب في القرآن
- فأنكر جمهور العلماء أن يكون في القرآن شيء غير عربي، لأن الله تعالى أنزله بلغة العرب، قال تعالى: {إِنَّا أَنزَلْنَاهُ قُرْآنًا عَرَبِيًّا لَّعَلَّكُمْ تَعْقِلُون}[28]، وقال تعالى: {بِلِسَانٍ عَرَبِيٍّ مُّبِين}[48]، واستدلوا بأن الله جعله معجزة شاهدة لنبيه، وتحدى به العرب العرباء، فلو اشتمل على غير لغة العرب لاحتجوا عليه واعترضوا.[10][11][35]
- واستدل من قال بوقوع المعرب في القرآن بوجود ألفاظ فيه هي في لغات غير العرب، كالشواهد التي ذكرناها سابقاً، وقالوا إن القرآن حوى علوم الأولين والآخرين، ونبأ كل شيء، فلا بد أن تقع فيه الإشارة إلى أنواع اللغات والألسن، ليتم إحاطته بكل شيء، فاختير له من كل لغة أعذبها، وأخفها، وأكثرها استعمالا للعرب[11]، ولأن النبي صلى الله عليه وسلم مرسل إلى كل أمة، فلا بد وأن يكون في الكتاب المبعوث به من لسان كل قوم.[12]
- وذهب المحققون إلى التوفيق بين الرأيين، وذلك أن هذه الألفاظ أصولها أعجمية، لكنها وقعت للعرب فعربتها بألسنتها، وحولتها عن ألفاظ العجم إلى ألفاظها، فصارت عربية، ثم نزل القرآن وقد اختلطت هذه الحروف بكلام العرب، فخاطبهم بها، لأنها صارت من لسانهم.[10][11][35]

## ‌المؤلفات في غريب القرآن
1. كلمات القرآن، للشيخ حسنين محمد مخلوف
2. المفردات في غريب القرآن، الراغب الأصفهاني
3. تفسير الخزرجي، أبو جعفر أحمد بن عبد الصمد الخزرجي
4. مجاز القرآن: لأبي عبيدة.
5. غريب القرآن: للأخفش.
6. غريب القرآن: للنضر بن شميل.
7. غريب القرآن: للمؤرخ السدوسي.
8. تفسير غريب القرآن: لابن قتيبة، ويرويه المصنف عنه من طريقين.[49]
9. نزهة القلوب في تفسير غريب القرآن على حروف المعجم: أبي بكر محمد عزيز السجستاني.[50]
10. كتاب ياقوتة الصراط في غريب القرآن: أبي عمر محمد بن عبد الواحد الزاهد المطرز.[50]
11. الغريبين في القرآن والحديث: للعلامة أبي عبد الرحمن أحمد بن محمد الهروي.[12][51]